# Music Control
Music Control è una classifica musicale. È conosciuta anche col nome di Nielsen Music Control. Viene fatta in 18 paesi del mondo, tra cui Polonia, Italia, USA, Germania, Regno Unito. È nata agli inizi degli anni 2000. Fa parte della Nielsen Company.